# Francisco Jovel Álvarez
Francisco Jovel Álvarez Rivera (Santa Rosa de Lima, 24 novembre 1982) è un calciatore salvadoregno, difensore dell'Isidro Metapán.

## Caratteristiche tecniche
Il suo ruolo naturale è quello di terzino destro, ma può giocare anche a centrocampo.

## Carriera

### Club
Comincia a giocare al Municipal Limeño. Nel 2005 si trasferisce all'Alianza. Nel gennaio 2009 passa al Luis Ángel Firpo. Nell'estate 2009 viene acquistato dall'Águila. Nel 2011 passa al Vista Hermosa. Nel 2013 si accasa all'Isidro Metapán.

### Nazionale
Ha debuttato in Nazionale il 17 aprile 2007, nell'amichevole El Salvador-Haiti (0-1). Ha partecipato, con la Nazionale, alla Gold Cup 2007. Ha collezionato in totale, con la maglia della Nazionale, 3 presenze.

## Statistiche

### Cronologia presenze e reti in Nazionale
| Cronologia completa delle presenze e delle reti in nazionale ― El Salvador | Cronologia completa delle presenze e delle reti in nazionale ― El Salvador | Cronologia completa delle presenze e delle reti in nazionale ― El Salvador | Cronologia completa delle presenze e delle reti in nazionale ― El Salvador | Cronologia completa delle presenze e delle reti in nazionale ― El Salvador | Cronologia completa delle presenze e delle reti in nazionale ― El Salvador | Cronologia completa delle presenze e delle reti in nazionale ― El Salvador | Cronologia completa delle presenze e delle reti in nazionale ― El Salvador |
| Data                                                                       | Città                                                                      | In casa                                                                    | Risultato                                                                  | Ospiti                                                                     | Competizione                                                               | Reti                                                                       | Note                                                                       |
| -------------------------------------------------------------------------- | -------------------------------------------------------------------------- | -------------------------------------------------------------------------- | -------------------------------------------------------------------------- | -------------------------------------------------------------------------- | -------------------------------------------------------------------------- | -------------------------------------------------------------------------- | -------------------------------------------------------------------------- |
| 17-4-2007                                                                  | San Salvador                                                               | El Salvador                                                                | 0 – 1                                                                      | Haiti                                                                      | Amichevole                                                                 | -                                                                          |                                                                            |
| 9-6-2007                                                                   | Carson                                                                     | Guatemala                                                                  | 1 – 0                                                                      | El Salvador                                                                | Gold Cup 2007                                                              | -                                                                          | 78’                                                                        |
| 18-11-2007                                                                 | Kingston                                                                   | Giamaica                                                                   | 3 – 0                                                                      | El Salvador                                                                | Amichevole                                                                 | -                                                                          | 35’ 62’                                                                    |
| Totale                                                                     |                                                                            | Presenze                                                                   | 3                                                                          |                                                                            | Reti                                                                       | 0                                                                          |                                                                            |